# 200 av. J.-C.
Cette page concerne l'année 200 av. J.-C. du calendrier julien proleptique.

## Événements
- Hiver 201-200 av. J.-C. : expédition des Xiongnu contre l’empire chinois dans le nord du Shanxi. L’empereur Liu Bang, encerclé au mont Baideng près de Pingcheng par les Xiongnu, conclut un pacte avec eux, leur promettant nourriture et équipements en échange de la fin des hostilités. Lors d'un traité signé en 198 av. J.-C., le chan-yu Modu ou Maodun épouse une princesse impériale. L’empereur Han lui paie tribut[1].

Le monde égéen vers 200 av. J.-C.

- 5 février (15 mars du calendrier romain) : début à Rome du consulat de Publius Sulpicius Galba Maximus et Caius Aurelius Cotta[2].
  - Début de la seconde guerre macédonienne entre Philippe V de Macédoine et Rome (fin en 197 av. J.-C.). À l’instigation du Sénat, le consul P. Sulpicius Galba propose au peuple la déclaration de guerre à la Macédoine[3]. Le peuple la rejette presque à l’unanimité des centuries. Le Sénat s’obstine et décide le consul à convoquer de nouveau les comices. Sulpicius, en faisant planer le risque d’une guerre en Italie, obtient le vote de la guerre.
- 19-20 mars et 12 septembre : éclipses lunaires observées à Alexandrie[4].
- Avril/mai : Athènes rejoint la coalition contre Philippe V de Macédoine[5].
- Printemps, cinquième guerre de Syrie (date supposée) : le roi Antiochos III de Syrie est victorieux des Égyptiens de Ptolémée V conduits par l’Étolien Scopas à la bataille de Panion, près des sources du Jourdain. Scopas se réfugie à Sidon[6] (ou en 198[7]). Antiochos s’empare de la Syrie et de la Palestine au détriment des Lagides, y compris la Samarie et Jérusalem où les Juifs l’aident à s’emparer de la citadelle encore aux mains des troupes lagides. Il rendra ses conquêtes à Ptolémée V Épiphane quand celui-ci épousera sa fille Cléopâtre Ire.

- Printemps-été : premier ultimatum de Rome envoyé au lieutenant de Philippe V de Macédoine, Nicanor, qui approche d'Athènes pour attaquer la ville ; Philippe n'y prête aucune attention et attaque la Thrace ptolémaïque. Il s’empare de Kallipolis, Kypséla, Aïnos et Maronée (fin du printemps/début de l’été)[5], puis assiège Abydos qui oppose une vigoureuse résistance. Les troupes macédoniennes conduites par le général Philoclès tentent à leur tour de s’emparer d’Athènes et ravagent l’Attique[8].

- Été : quarante mille Gaulois (Insubres, Boïens, Cénomans), soulevés par le Carthaginois Hamilcar, que Magon, frère d'Hannibal, a laissé en Ligurie, saccagent Plaisance, puis menacent Crémone, les deux grandes colonies romaines de la vallée du Pô[9]. Retenus par la guerre de Macédoine, les Romains se contentent tout d’abord de temporiser. Le préteur Lucius Furius Purpureo, basé à Ariminum et en infériorité numérique, fait appel à Rome et l'armée du consul Aurelius Cotta lui est dépêchée ; il secourt Crémone et écrase l'armée gauloise qui aurait perdu 35 000 hommes, ce qui lui vaut les honneurs du triomphe, bien qu'il n'ait pas attendu le consul. Rome envoie à Carthage une ambassade pour exiger le rappel d'Hamilcar et recruter 1 000 cavaliers numides auprès de Massinissa pour la guerre macédonienne. Vermina, fils de Syphax, envoie une requête pour obtenir la paix, qui lui est accordée[3].

- Septembre : Marcus Aemilius Lepidus, arrivé de Rhodes, envoie un second ultimatum à Philippe qui assiège Abydos, lui enjoignant de ne pas attaquer les États grecs libres ni les possessions lagides, sans plus de résultats[10].
- Octobre[5] : l’armée romaine débarque à Apollonie en Illyrie sous les ordres de Sulpicius[9].
- Automne : Sulpicius envoie le légat Caius Claudius Centho avec 20 navires de guerre et 1 000 hommes pour lever le siège d’Athènes. Du Pirée, Claudius lance un raid sur la base macédonienne de Chalcis, qui est pillée. Le légat Lucius Apustius est chargé d'attaquer la frontière macédonienne et prend Antipatrea et Kodrion. Philippe V échoue à convaincre l'assemblée de la Ligue Achéenne réunie à Argos de l'aider à combattre le tyran de Sparte Nabis[3].

- Début du règne de Démétrios Ier, roi grec de Bactriane[11] (fin vers 185 av. J.-C.). Apogée du royaume grec de Bactriane.

## Décès
- Névius, écrivain latin auteur de tragédies, de comédies et d’une épopée, Bellum Punicum (né v. 270 av. J.-C.).